# Papilio machaon
El macaón (Papilio machaon) es una especie de lepidóptero ditrisio de la familia Papilionidae ampliamente distribuida en el hemisferio norte. Se han descrito numerosas subespecies.

## Distribución
Es una de las mariposas más conocidas y bellas de Europa. Sin embargo, no se encuentra en las islas atlánticas ni Irlanda, y en Inglaterra apenas está extendida y su existencia se limita a la región del SE (Norfolk); en la Europa templada hay zonas en las que se puede localizar con facilidad; pero este insecto de tan bella apariencia tiende a desaparecer desde hace algunas decenas de años, atacado especialmente por el uso de pesticidas en los cultivos de hinojo y zanahoria, de los que pueden alimentarse. Por el contrario, es común en la península ibérica; habita también en el noroeste de África, Oriente Medio, Próximo Oriente, en la zona templada de Asia hacia el Himalaya, Japón y en distintas partes de América del Norte, donde hay subespecies diferentes. En los países tropicales viven parientes de esta mariposa, de tamaño superior y colorido más vistoso. Lamentablemente, todas son especies muy buscadas por los coleccionistas, ya que figuran entre los más bellos lepidópteros.
Los macaones están estrechamente emparentados con los grandes ornitópteros de Indonesia. Su hábitat abarca desde el nivel del mar hasta los 2000 m s. n. m. Según los factores altitud y latitud, nos podemos encontrar con uno, dos o tres vuelos, de febrero a octubre. Puede aparecer en lugares tan variados como pastizales de montaña, zonas de cultivo, barrancos, ruderales, parques. Son frecuentes las concentraciones de machos en las cumbres de las montañas.

## Características
La macaón es una de las especies diurnas de Europa más vistosas y más fáciles de ver en la península ibérica. Tiene entre 32 y 80 mm de envergadura y se caracteriza por sus alas de color negro y amarillo crema. Las alas inferiores presentan ocelos en rojo y tienen colas.

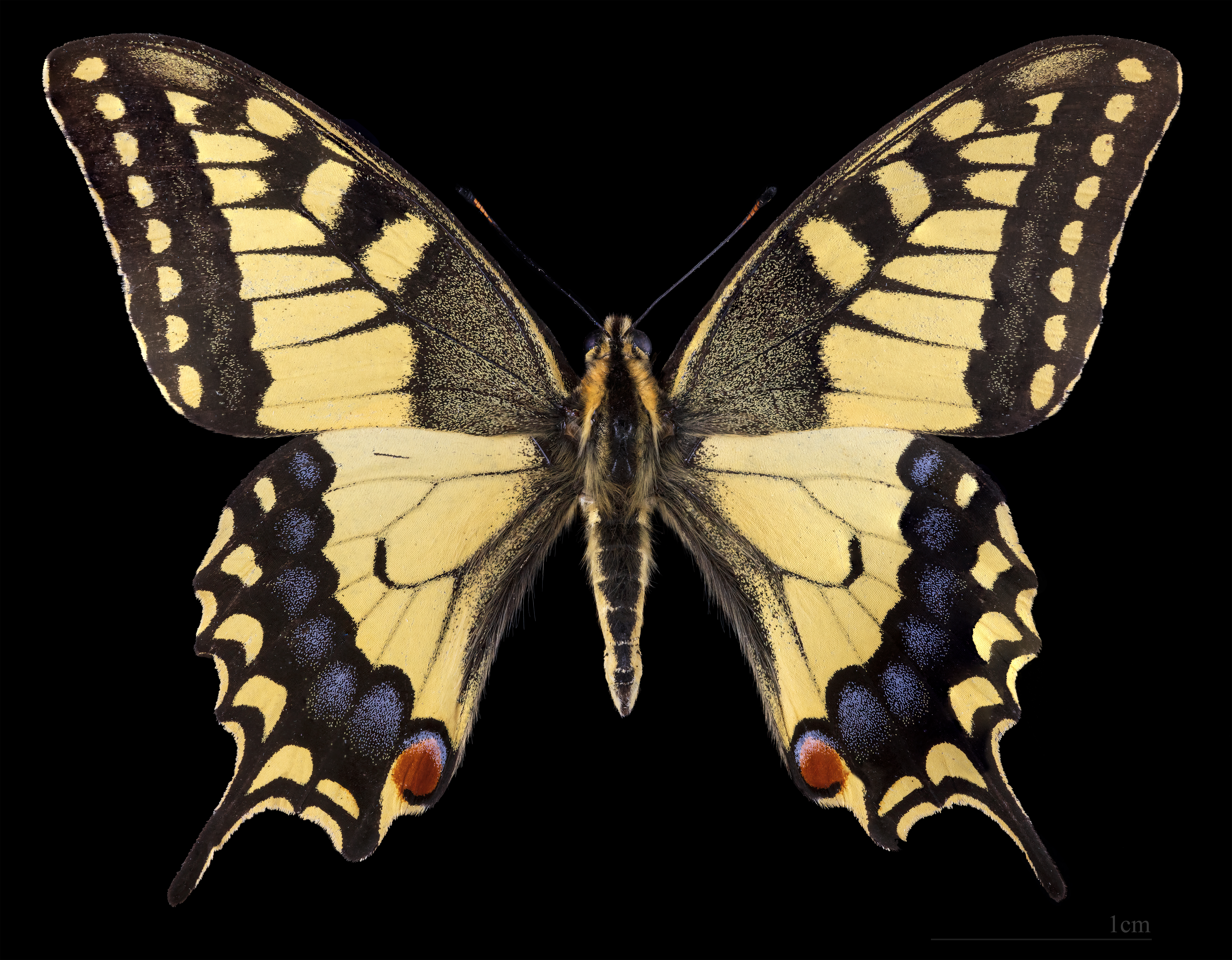
♂
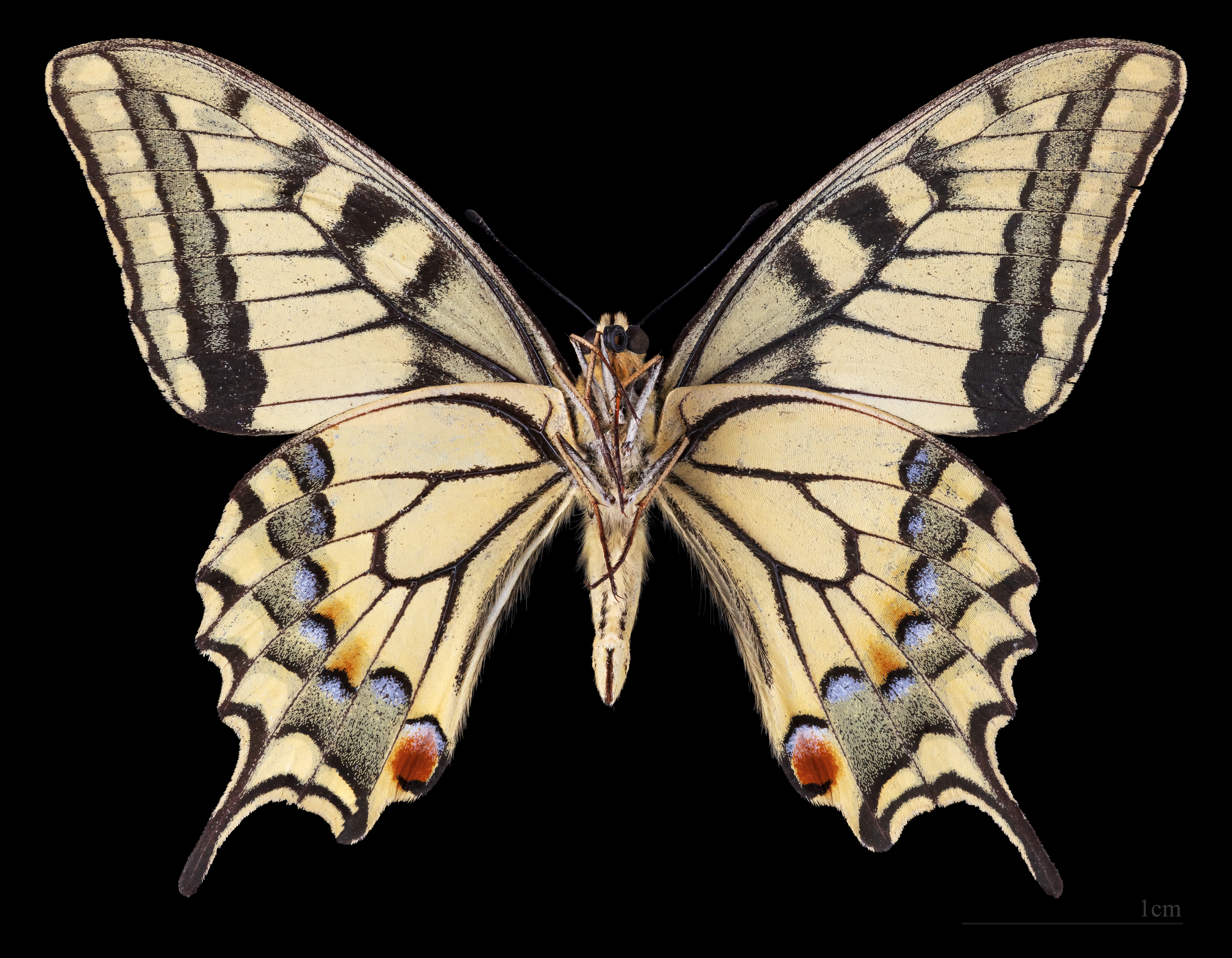
♂ △
♀ Ambos lados

## Reproducción
En climas septentrionales tiene una sola generación anual; en climas templados tiene dos generaciones, abril-mayo y julio-agosto, y hasta tres en lugares más cálidos como el sur de la península ibérica y el norte de África.

En los primeros estadios las larvas son de color negro con puntos naranja hasta que mudan.

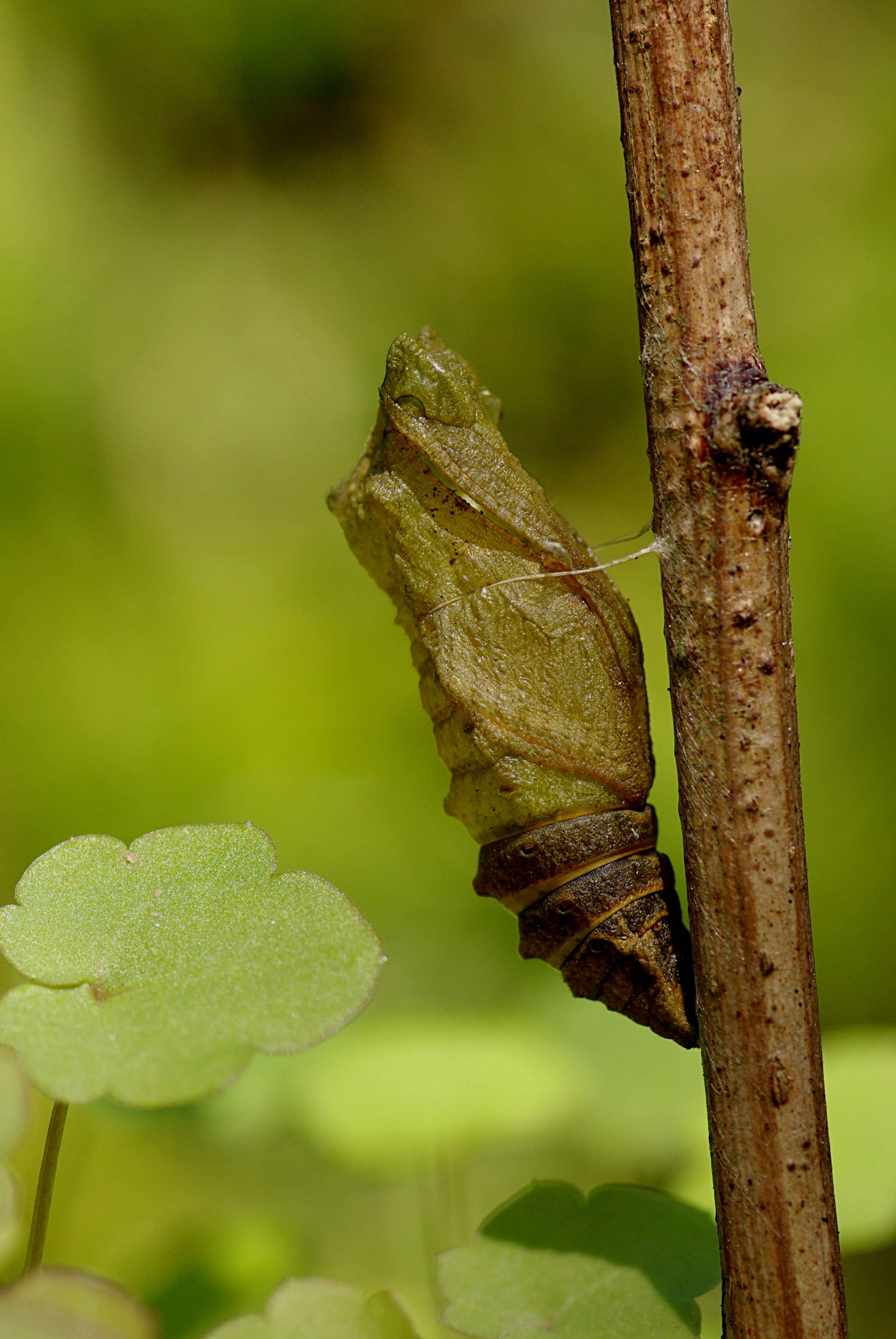
Papilio machaon pupa.

La oruga del macaón es muy llamativa por su colorido, en verde-amarillo, con rayas negras y punteaduras en naranja sobre rayas negras y, si se le irrita, puede hacer salir de la parte dorsal anterior, justo detrás de su cabeza, un órgano de defensa glandular de color naranja o rojo en forma de horquilla bífida llamado osmeterio. Este órgano emana un olor acre y encierra un líquido tóxico (ácido butírico) cuya función es impedir que las aves insectívoras la devoren. 
La larva se alimenta principalmente de hojas de diversas umbelíferas como la zanahoria, el hinojo Foeniculum vulgare y el perejil, o de rutáceas como la ruda, entre otras. La crisálida o pupa es generalmente de color verde o gris pardo. 

## Subespecies
Hay cuarenta y una subespecies reconocidas, que incluyen:

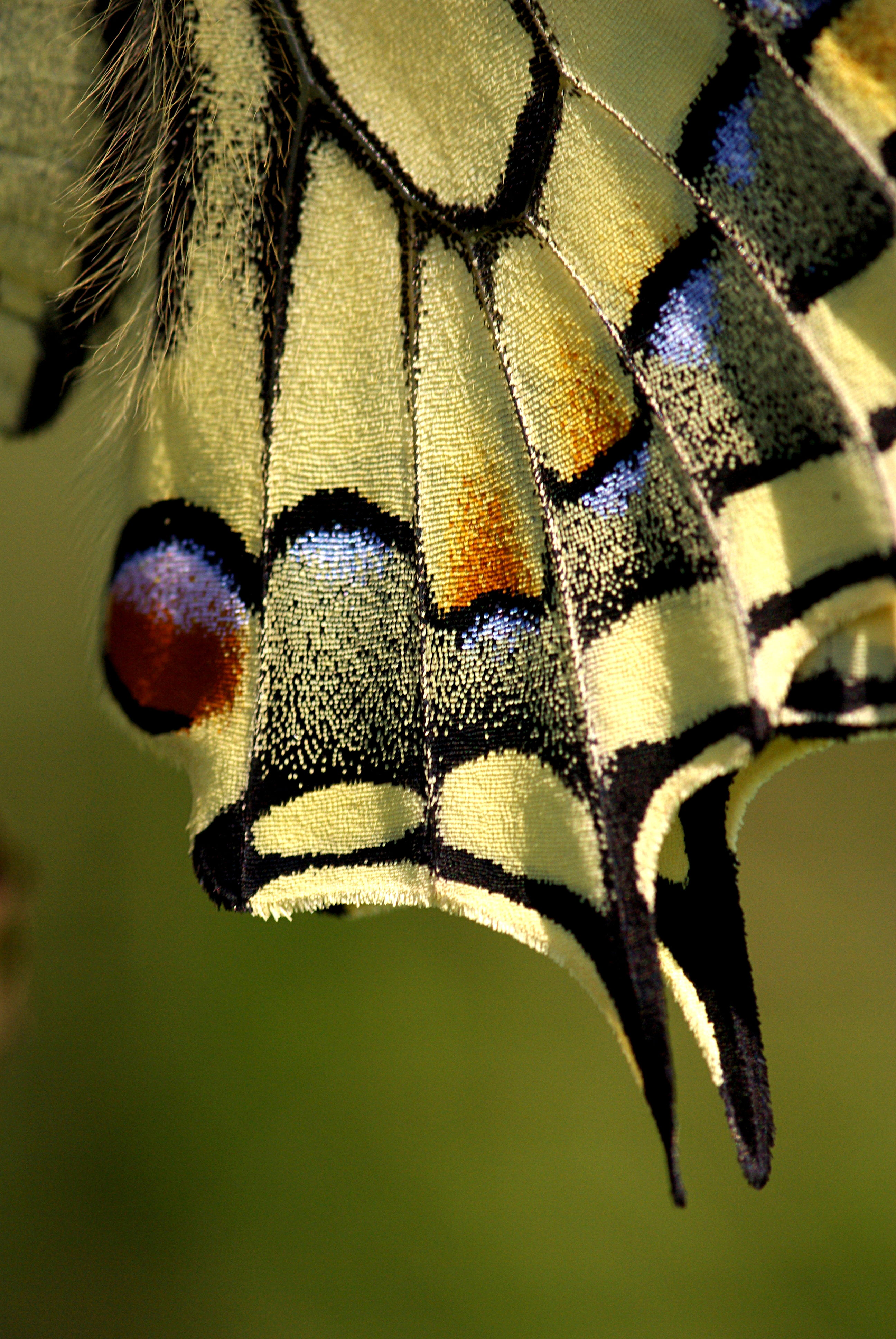
Los bordes posteriores de las alas traseras se asemejan a las colas de las golondrinas.

- Papilio machaon aliaska Scudder, 1869 (Península de Chukot, desde Alaska hasta el norte de la Columbia Británica)
- Papilio machaon annae Gistel, 1857
- Papilio machaon archias Fruhstorfer, 1907 (sur de Sichuan)
- Papilio machaon asiaticus Ménétriés, 1855
- Papilio machaon baijianensis R.X.Huang & Murayama, 1992
- Papilio machaon brittanicus Seitz, 1907
- Papilio machaon centralis Staudinger, 1886
- Papilio machaon hippocrates C. & R. Felder, 1864
- Papilio machaon hookeri Goankar, 1999
- Papilio machaon kiyonobu Morita, 1997
- Papilio machaon ladakensis Moore, 1884
- Papilio machaon mauretanica Vérity, 1905
- Papilio machaon montanus Alphéraky, 1897
- Papilio machaon muetingi Seyer, 1976
- Papilio machaon nolico Morita, 1997
- Papilio machaon oregonius Edwards, 1876 (Sur de la Columbia Británica hasta Oregón, Idaho)
- Papilio machaon oreinus Sheljuzhko, 1919
- Papilio machaon orientis Vérity, 1911
- Papilio machaon schapiroi Seyer, 1976
- Papilio machaon sikkimensis Moore, 1884
- Papilio machaon syriacus Vérity, 1908
- Papilio machaon taliensis Eller, 1939
- Papilio machaon verityi Fruhstorfer, 1907
- Papilio machaon weidenhofferi Seyer, 1976